# Fotbollsgalan 2004
Fotbollsgalan 2004 hölls måndagen den 15 november 2004 på Hovet i Stockholm, och var den 10:e Fotbollsgalan i ordningen. Galan inföll i samband med Svenska Fotbollförbundets 100-årsjubileum. TV4 och Sveriges Radio P4 sände.

## Priser
| Pris                    | Vinnare                              |
| ----------------------- | ------------------------------------ |
| Årets genombrott        | Lotta Schelin, Kopparbergs/Göteborg  |
| Årets tränare, herrar   | Jan Andersson, Halmstad BK           |
| Årets tränare, dam      | Thomas Dennerby, Djurgården/Älvsjö   |
| Årets nykomling         | Tobias Hysén, Djurgårdens IF         |
| Årets forward, herr     | Henrik Larsson, Celtic/Barcelona     |
| Årets forward, dam      | Victoria Svensson, Djurgården/Älvsjö |
| Årets mittfältare, herr | Fredrik Ljungberg, Arsenal           |
| Årets mittfältare, dam  | Malin Moström, Umeå IK               |
| Årets back, herr        | Erik Edman, Tottenham Hotspur        |
| Årets back, dam         | Kristin Bengtsson, Djurgården/Älvsjö |
| Årets målvakt, herr     | Andreas Isaksson, Stade Rennais      |
| Årets målvakt, dam      | Hedvig Lindahl, Linköping FC         |
| Årets mål               | Marta, Umeå IK                       |
| Diamantbollen           | Kristin Bengtsson, Djurgården/Älvsjö |
| Guldbollen              | Henrik Larsson, Celtic/Barcelona     |